# Trachelanthus hissaricus
Trachelanthus hissaricus är en strävbladig växtart som beskrevs av Vladimir Ippolitovich Lipsky. Trachelanthus hissaricus ingår i släktet Trachelanthus och familjen strävbladiga växter. Inga underarter finns listade i Catalogue of Life.